# Zły chłopiec
Zły chłopiec è un cortometraggio del 1950 diretto da Andrzej Wajda.